# 食人尸
食人尸（英語：Cannibal Corpse）是美国的一支死亡金属乐队，1988年成立于纽约州水牛城，现位于佛罗里达州坦帕。乐队共发行过十五张录音室专辑、两张盒装专辑、四张视频专辑和两张现场专辑。自成立以来，乐队几乎没有在广播或电视上露过面。尽管如此，随着《Butchered at Birth》（1991年）、《Tomb of the Mutilated》（1992年）等早期专辑的发行，他们身后形成了一个狂热的粉丝团。截至2015年，他们所有专辑的全球总销量达到200万张。2021年4月，他们的专辑《Violence Unimagined》以1万4千张的销量位列公告牌榜单第六位，是他们首次进入该榜单前10名，也创下了他们的历史最佳单周销量记录。
“食人尸”这一名称是由乐队贝斯手亚历克斯·韦伯斯特提出的。自成立以来，乐队成员发生过多次变化，只有韦伯斯特和鼓手保罗·马祖凯维奇一直留在乐队中。乐队成员最初受到金属乐队、超级杀手、黑天使、死亡冲锋队、造物主等敲击金属乐队以及着魔、病态天使、死神等死亡金属乐队的影响。乐队的专辑封面（通常由文森特·洛克创作）和歌词大量借鉴恐怖小说和恐怖电影，因而经常受到争议。德国、俄罗斯等国家都曾禁止食人尸乐队在其境内演出或禁止销售和展示原版专辑封面。  